# Klasinc
Klasinc je priimek v Sloveniji, ki ga je po podatkih Statističnega urada Republike Slovenije na dan 1. januarja 2010 uporabljalo 196 oseb.

## Znani nosilci priimka
- Andrej Klasinc, preds. društva Poetovio; organizator Rimskih dnevov na Ptuju
- Andreja Klasinc Škofljanec, arhivistka
- Anton Klasinc (1908—1979), klasični filolog, prof., arhivist na Ptuju
- Cvetka Kastelic Klasinc (1941—2013), zdravnica
- Edi (Edvard) Klasinc (*1941), ugankar, leksikograf in harmonikar
- Engelbert Klasinc, duhovnik, vojni kurat
- Janez Klasinc (1929—2024), igralec
- Janja Klasinc (*1955), novinarka, političarka, diplomatka
- Janko Klasinc, digitalni arhivar NUK
- Leo Klasinc (1937—2021), hrvaški (fizikalni) kemik in akademik
- Luka Klasinc (*1973), umetnostni drsalec
- Maksimilijan Klasinc (1941—2009), zdravnik, prim.
- Marko Klasinc (*1951), pedagog in šahovski problemist
- Peter Pavel Klasinc (*1946), zgodovinar, arhivist
- Rok Klasinc, arheolog
- Roman Klasinc (1907—1990), pianist, glasbeni pedagog (Mb)
- Roman Klasinc, gradbenik, prof. Tehniške univ. v Gradcu
- Ondina Otta Klasinc (1924—2016), sopranistka, operna pevka
- Tugo Klasinc (1923—2018), RTV -(športni) novinar, urednik